# Partidul Popular-Național Evreiesc
Partidul Popular-Național Evreiesc a fost un partid politic evreiesc regional fondat în 1906 în Bucovina de către Benno Straucher, care a fost ales ca deputat în Parlamentul Austriac din partea Partidului Național Evreiesc din Imperiul Austro-Ungar începând din 1897. Partidul a rămas activ în România interbelică. 

## Sub Imperiul Austro-Ungar

### Alegerile pentru Parlamentul Austriac
Benno Straucher a fost mai întâi învins în alegerile din 1891 pentru Camera Austriacă a Reprezentanților de către deputatul Heinrich Wagner (care îndeplinea această demnitate din 1879). A avut mai mult succes la alegerile din 1897 când a candidat contra lui Anton Kochanowski, primarul orașului Cernăuți, și la următoarele alegeri din 1900 a fost reales cu sprijinul sioniștilor, care au decis să nu desemneze nici un candidat propriu. El a fost din nou reales în 1911.

### Alegerile pentruDieta Bucovinei
La alegerile regionale din 1911, un număr de 8 din cei 10 deputați evrei aleși erau afiliați Partidului Popular-Național Evreiesc: Josef Blum, Jancu Fischer, Jakob Hecht, dr. Isidor Katz, Salomon Rudich, dr. Benno Straucher, dr. Salo Weisselberger și dr. Neumann Wender.

### Alegerile pentru Consiliul orășenesc Cernăuți
“Lista lui Straucher” a obținut 20 din cele 50 de locuri în Consiliul orășenesc la alegerile din 1905, iar unul dintre membrii acestui partid, dr. Eduard Reiss, a devenit primar al Cernăuților în perioada 1905-1908.

## Sub Regatul României
Benno Straucher a fost ales ca deputat în Camera Deputaților în 1920 și 1922. Partidul Popular-Național Evreiesc s-a aliat cu Uniunea Evreilor Români la alegerile din 1927, iar dr. Straucher a fost ales din nou ca deputat pe lista Partidului Național Liberal. El a fost învins la alegerile din 1934 de un alt candidat evreu din cadrul aceluiași partid.